# La storia di Peter Coniglio
La storia di Peter Coniglio (The Tale of Peter Rabbit) è un racconto per ragazzi scritto e illustrato da Beatrix Potter. 
Apparve per la prima volta in una lettera scritta nel 1893 al figlio dell'ex istitutrice dell'autrice, sette anni dopo quet'ultima lo pubblicò a proprie spese e nel 1902 venne pubblicato a colori dalla Frederick Warne & Co..

## Trama
In una foresta, ai piedi di un grande abete, vive un'allegra famiglia di coniglietti. Un giorno Mamma Coniglia esce per delle commissioni, mentre i quattro figliuoli vanno a cogliere le more. Peter, il figlio maggiore, non vuole accompagnare le sue tre sorelline Flopsy, Mopsy e Cotton-Tail, e si avventura da solo nell'orto del signor McGregor disubbidendo alle raccomandazioni della mamma. Il giovane coniglietto fa una scorpacciata di verdure, ma viene sorpreso dal vecchio proprietario che lo insegue per catturarlo, come fece in passato con suo padre. A quel punto Peter inizia a scappare e dopo molte peripezie riesce a fuggire incolume dall'orto e a tornare a casa per la cena. Durante la fuga, però, Peter ha perso la sua giacchetta e le sue scarpine, con cui il signor McGregor ha abbigliato un bello spaventapasseri.